# Équipe du Maroc masculine de handball
Ne doit pas être confondu avec Équipe du Maroc féminine de handball.
Maillots
Dernière mise à jour : 26 janvier 2024.
L'équipe du Maroc masculine de handball (arabe : منتخب المغرب لكرة اليد), surnommée « Lions de l'Atlas » est régie par la Fédération royale marocaine de handball et participe aux compétitions continentales et internationales de handball, notamment aux Championnats d'Afrique des nations et aux Championnats du monde.
La Fédération royale marocaine de handball est fondée en 1960 et ensuite admise au sein de la Fédération internationale de handball en 1962.

## Histoire
L'équipe du Maroc de handball fait sa première apparition sur la scène continentale lors du Championnat d'Afrique des nations masculin de handball 1983, qui s'est tenu au Caire du 22 au 31 juillet 1983. Le Maroc termine à la 8e place sur 10 équipes, devançant le Nigeria et l'Angola.
En 1995, après avoir terminé 4e du Championnat d'Afrique organisé en Tunisie l'année précédente, le Maroc se qualifie pour la première fois à la Coupe du monde de handball, qui s'est déroulée en Islande en mai 1995. Le Maroc y finit à la 22e place, derrière le Japon et le Brésil.
Sur le plan continental, il faudra attendre jusqu'en 2006 pour que le Maroc décroche sa première médaille. Lors du Championnat d'Afrique des nations masculin de handball 2006, organisé à Tunis en janvier, l'équipe marocaine remporte la médaille de bronze. Durant cette édition, les Lions de l'Atlas terminent en tête de leur groupe, devant l'Algérie, avant de s'incliner en demi-finale face à l'Égypte.
En 2022, le Maroc réédite cette performance lors du Championnat d'Afrique des nations masculin de handball 2022, organisé en Égypte. L'équipe marocaine bat la Tunisie lors du match de classement, décrochant ainsi une nouvelle médaille de bronze.

## Palmarès
- Championnat d'Afrique
  -  Troisième (2) : 2006, 2022
- Jeux africains
  -  Troisième (1) : 2019

## Parcours en compétitions majeures

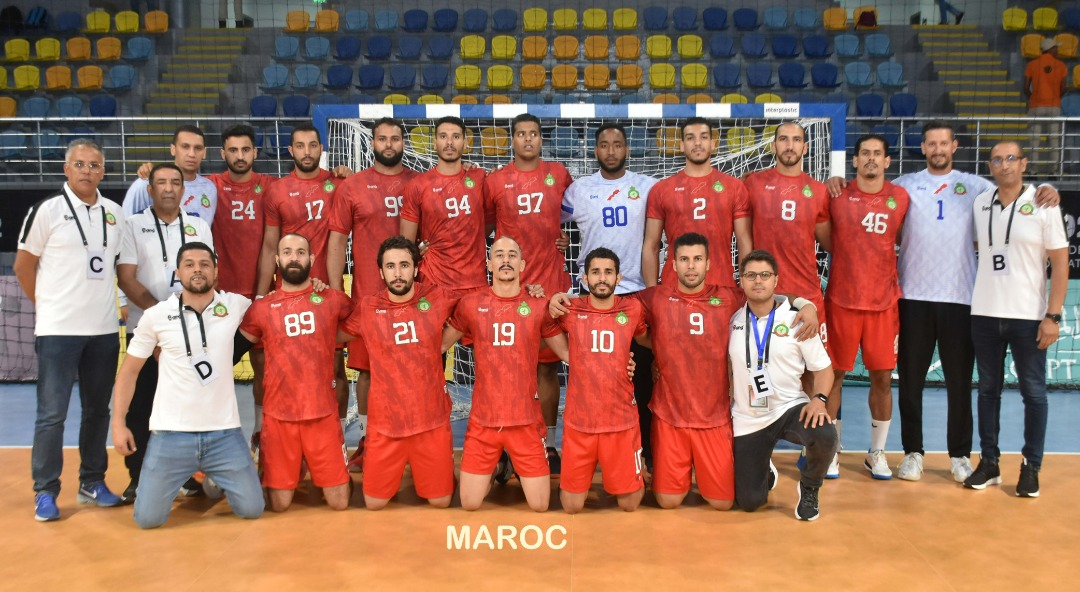
Sélection Marocaine de 2022.

### Championnats du monde
- 1995 : 22e place
- 1997 : 23e place
- 1999 : 17e place
- 2001 : 22e place
- 2003 : 23e place
- 2007 : 20e place
- 2021 : 29e place
- 2023 : 30e place

### Championnats d'Afrique
- 1983 : 8e place
- 1987 : 8e place
- 1989 : 5e place
- 1991 : 4e place
- 1992 : 7e place
- 1994 : 4e place
- 1996 : 4e place
- 1998 : 4e place
- 2000 : 4e place
- 2002 : 4e place
- 2004 : 6e place
- 2006 :  Médaille de bronze
- 2008 : 8e place
- 2010 : 6e place
- 2012 : 4e place
- 2014 : 6e place
- 2016 : 5e place
- 2018 : 4e place
- 2020 : 6e place
- 2022 :  Médaille de bronze
- 2024 : 7e place

## Effectif de la sélection
Les 16 joueurs sélectionnés pour disputer le Mondial 2023 sont :

## Anciens joueurs
Parmi les internationaux marocains, on trouve :
- Mohammed Berrajaâ
- Soufian Idir
- Yassine Idrissi
- Larbi Mouissa
- Seufyann Sayad
- El kabouss Jamal